# Najdymowo
Najdymowo [pronunciación en polaco: /nai̯dɨˈmɔvɔ/] (en alemán: Neudims) es un pueblo ubicado en el distrito administrativo de Gmina Biskupiec, dentro del Condado de Olsztyn, Voivodato de Varmia y Masuria, en Polonia del norte. Se encuentra aproximadamente a 5 kilómetros al noroeste de Biskupiec y a 29 kilómetros al noreste de la capital regional Olsztyn.
El pueblo tiene una población de 529 habitantes.